# Федорков, Григорий Михайлович
Григорий Михайлович Федорков (род. 9 ноября 1964) — советский и российский легкоатлет, специалист по прыжкам в высоту. Выступал в 1983—1999 годах, чемпион России, победитель первенств всесоюзного и всероссийского значения, участник ряда крупных международных турниров, в том числе чемпионата Европы в помещении в Париже. Представлял Москву. Мастер спорта международного класса.

## Биография
Григорий Федорков родился 9 ноября 1964 года.
Занимался лёгкой атлетикой в Москве, проходил подготовку под руководством заслуженного тренера РСФСР Александра Сергеевича Бурта. Окончил Московский институт электронной техники.
Впервые заявил о себе в прыжках в высоту в сезоне 1983 года, когда одержал победу на соревнованиях в Донецке, стал серебряным призёром на юношеском международном турнире в Галле.
В декабре 1986 года победил на соревнованиях в Москве.
В 1987 году был четвёртым на турнире в Пензе, вторым на двух турнирах в Москве, первым на турнире в Житомире.
В 1988 году превзошёл всех соперников на соревнованиях в Челябинске, стал вторым в Киеве и четвёртым в Вильнюсе.
В 1989 году выиграл серебряные медали на турнирах в Караганде и Вильнюсе, победил на турнире в Баку.
В 1990 году отметился выступлением на турнире в Испании, где занял третье место. Также был четвёртым на Мемориале братьев Знаменских в Москве, взял бронзу на чемпионате СССР в Киеве, одержал победу на турнире в Волгограде.
В 1994 году завоевал золотую награду на зимнем чемпионате России в Липецке, выступал за российскую сборную на чемпионате Европы в помещении в Париже — на предварительном квалификационном этапе прыгнул на 2,23 метра, чего оказалось недостаточно для выхода в финал. Помимо этого, выступил на коммерческих международных турнирах в Швейцарии, Норвегии, Бельгии, Германии.
В 1995 году победил на зимнем чемпионате России в Волгограде и на летнем чемпионате России в Москве.
В июне 1996 года выиграл бронзовую медаль на международном турнире в Загребе.
В 1997 году помимо прочего одержал победу на Мемориале братьев Знаменских в Москве, на международном турнире в Турине, на чемпионате России в Туле.
В 1999 году был седьмым на зимнем чемпионате России в Москве и шестым на летнем чемпионате России в Туле. По окончании сезона завершил спортивную карьеру.